# Silometopoides mongolensis
Silometopoides mongolensis är en spindelart som beskrevs av Kirill Yeskov och Yuri M. Marusik 1992. Silometopoides mongolensis ingår i släktet Silometopoides och familjen täckvävarspindlar. Inga underarter finns listade i Catalogue of Life.